# 賀田インターチェンジ
賀田インターチェンジ（かたインターチェンジ）は、三重県尾鷲市賀田町にある熊野尾鷲道路のインターチェンジである。近畿自動車道紀勢線に並行する国道42号の自動車専用道路として整備される。
2013年（平成25年）9月29日に伊勢神宮式年遷宮に間に合わせる形で開通したが、当初予定されていた「フルIC」ではなく尾鷲方面入口と尾鷲方面からの出口のみの「ハーフIC」での開通となった。熊野方面への入口と熊野方面からの出口は2014年（平成26年）3月30日に供用開始した。

## 歴史
- 2013年（平成25年）9月29日 : 三木里IC - 熊野大泊IC間開通に伴い津・伊勢方面出入口の供用を開始[3]。
- 2014年（平成26年）3月30日 : 新宮・串本方面出入口の供用を開始。

## 周辺
- 古川
- 賀田駅 （JR紀勢本線）

## 接続する道路
- 三重県道70号賀田港中山線

## 料金所
無料区間のため設置されない。

## 隣
E42 熊野尾鷲道路
(7) 三木里IC - (8) 賀田IC - (9) 熊野新鹿IC